# زیگفرید مایر
زیگفرید مایر (به آلمانی: Siegfried Meier) بازیکن فوتبال و مهاجم اهل آلمان شرقی بود که از سال ۱۹۵۲ میلادی عضو تیم ملی فوتبال آلمان شرقی بوده‌است. وی در ۳ بازی ملی حضور داشته و در بازی‌های ملی‌اش ۱ گل به ثمر رساند. زیگفرید مایر آخرین بازی ملی خود را در سال ۱۹۵۴ میلادی انجام داد.